# یولیتا کوژوشک-بورسوک
یولیتا کوژوشک-بورسوک (لهستانی: Julita Kożuszek-Borsuk؛ زادهٔ ۱۴ ژانویه ۱۹۷۱) بازیگر، صداپیشه، خواننده و طراح رقص اهل لهستان است.
از فیلم‌ها یا مجموعه‌های تلویزیونی که وی در آن‌ها نقش داشته‌است، می‌توان به یخ‌ژاله، در خوشی و سختی، پدر متیو، در خیابان سپولنی، خانه کشیش، رنگ‌های خوشبختی، دهن‌به‌دهن، قانون حقیقی و پان تادئوش اشاره نمود.